# Європейська народна партія (фракція)
Європейська народна партія (Християнські демократи) (англ. European People's Party (Christian Democrats), скор. англ. EPP) — найбільша фракція в Європейському парламенті, дотримується правоцентристської ідеології. Вона складається з членів Європарламенту обраних за списками партій-членів Європейської народної партії (ЄНП). Фракція ЄНП була створена у вересні 1952 року і є однією з трьох найстаріших фракцій Європейського Парламенту. Спершу до неї входили лише члени християнсько-демократичних партій, проте надалі до неї почали включати депутатів від інших правоцентристських, але не християнсько-демократичних партій. Головою Президії з 4 червня 2014 року є Манфред Вебер.

## Структура
Керівництво фракцією здійснюється колегіальним органом — Президією, котра визначає завдання й ухвалює остаточні рішення. Президія складається з голови Президії та понад десяти заступників. Членами Президії, станом на травень 2012 року, є:
| Ім'я                  | Посада    | Джерело |
| --------------------- | --------- | ------- |
| Джозеф Дол            | Голова    | [ 3 ]   |
| Хайме Майор Ореха     | Заступник | [ 3 ]   |
| Манфред Вебер         | Заступник | [ 3 ]   |
| Ян Ольбріхт           | Заступник | [ 3 ]   |
| Паоло Ренжел          | Заступник | [ 3 ]   |
| Віто Бонсігноре       | Заступник | [ 3 ]   |
| Маріан-Джин Марінеску | Заступник | [ 3 ]   |
| Йозеф Шайер           | Заступник | [ 3 ]   |
| Іоаніс Касоулідес     | Заступник | [ 3 ]   |
| Кар'єн Вортман-Кул    | Заступник | [ 3 ]   |
| Гунар Гьокмарк        | Заступник | [ 3 ]   |

Головами Президії з 1953 року були:
| Початок | Кінець | Ім'я                | Країна     | Національна партія                 |
| ------- | ------ | ------------------- | ---------- | ---------------------------------- |
| 1953    | 1958   | Емануель Сассен     | Нідерланди | Католицька народна партія          |
| 1958    | 1958   | П'єр Вігні          | Бельгія    | Гуманістичний демократичний центр  |
| 1958    | 1966   | Ален Поер           | Франція    | Республіканський народний рух      |
| 1966    | 1969   | Йозеф Ілерхаус      | Німеччина  | Християнсько-демократичний союз    |
| 1969    | 1975   | Ганс Люкер          | Німеччина  | Християнсько-демократичний союз    |
| 1975    | 1977   | Альфред Бертранд    | Бельгія    | Християнські демократи і фламандці |
| 1977    | 1982   | Егон Клепш          | Німеччина  | Християнсько-демократичний союз    |
| 1982    | 1984   | Паоло Барбі         | Італія     | Християнсько-демократична партія   |
| 1984    | 1992   | Егон Клепш          | Німеччина  | Християнсько-демократичний союз    |
| 1992    | 1994   | Лео Тіндеманс       | Бельгія    | Християнські демократи і фламандці |
| 1994    | 1999   | Вілфрід Мартенс     | Бельгія    | Християнські демократи і фламандці |
| 1999    | 2007   | Ганс-Герт Петтерінг | Німеччина  | Християнсько-демократичний союз    |
| 2007    | 2014   | Жозеф Доль          | Франція    | Союз за Народний Рух               |
| 2014    |        | Манфред Вебер       | Німеччина  | Християнсько-соціальний союз       |

## Члени фракції
У фракції присутні депутати від таких партій:

До фракції входять представники 27 країн, з яких 25 представлені понад одним депутатом (виділені синім) та двоє по одному (виділені блакитним).

| Держава    | Національна партія                                               | 2019–2024 |
| ---------- | ---------------------------------------------------------------- | --------- |
| Австрія    | Австрійська народна партія                                       | 5         |
| Бельгія    | Християнські демократи і фламандці                               | 3         |
| Бельгія    | Гуманістичний демократичний центр                                | 1         |
| Бельгія    | Християнсько-соціальна партія *                                  | 1         |
| Болгарія   | Громадяни за європейський розвиток Болгарії                      | 5         |
| Болгарія   | Союз демократичних сил                                           | 1         |
| Кіпр       | Демократичне об'єднання                                          | 2         |
| Чехія      | Християнсько-демократичний союз — Чехословацька народна партія   | 2         |
| Данія      | Консервативна народна партія                                     | 1         |
| Естонія    | Союз Вітчизни і Res Publica                                      | 1         |
| Фінляндія  | Національна коаліція                                             | 3         |
| Фінляндія  | Християнські демократи                                           | 1         |
| Франція    | Союз за Народний Рух                                             | 29        |
| Німеччина  | Християнсько-демократичний союз                                  | 34        |
| Німеччина  | Християнсько-соціальний союз                                     | 8         |
| Греція     | Нова демократія                                                  | 7         |
| Угорщина   | Християнсько-демократична народна партія                         | 1         |
| Ірландія   | Фіне Гел                                                         | 4         |
| Італія     | Народ свободи                                                    | 24        |
| Італія     | Майбутнє та Свобода для Італії                                   | 5         |
| Італія     | Об'єднаний центр                                                 | 5         |
| Італія     | Південнотірольська народна партія                                | 1         |
| Латвія     | Громадянський союз                                               | 2         |
| Латвія     | Новий час                                                        | 1         |
| Литва      | Союз Вітчизни — Литовські християнські демократи                 | 4         |
| Люксембург | Християнсько-соціальна народна партія                            | 3         |
| Мальта     | Націоналістична партія                                           | 2         |
| Нідерланди | Християнсько-демократичний заклик                                | 3         |
| Польща     | Громадянська платформа                                           | 21        |
| Польща     | Польська селянська партія                                        | 3         |
| Португалія | Соціал-демократична партія                                       | 8         |
| Португалія | Народна партія Португалії                                        | 2         |
| Румунія    | Демократична ліберальна партія                                   | 11        |
| Румунія    | Демократичний союз угорців Румунії                               | 3         |
| Словаччина | Словацька демократична і християнська унія - Демократична партія | 2         |
| Словаччина | Християнсько-демократичний рух                                   | 2         |
| Словаччина | Партія угорської коаліції                                        | 2         |
| Словенія   | Словенська демократична партія                                   | 2         |
| Словенія   | Нова Словенія                                                    | 1         |
| Іспанія    | Народна партія                                                   | 23        |
| Швеція     | Помірна коаліційна партія                                        | 4         |
| Швеція     | Християнсько-демократична партія                                 | 1         |
| Всього     | Всього                                                           | 265       |